# Slaget om Wake
Slaget om Wake begyndte samtidig med angrebet på Pearl Harbor og sluttede den 23. december 1941 hvor de amerikanske styrker overgav sig til japanerne.
Det blev udkæmpet på og omkring atollen der består af Wake og småøerne Peale og Wilkes af styrker fra Kejserriget Japan mod styrker fra Amerikas Forenede Stater, hvor marinesoldater spillede en fremtrædende roller på begge sider.
Øen blev holdt besat af japanerne indtil 4. september 1945, hvor den resterende japanske garnison overgav sig til en styrke fra US Marine Corps.

## Optakt
I januar 1941 etablerede den amerikanske flåde en militærbase på atollen. Den 19. august blev den første permanente garnison, der bestod af dele af 1. marineforsvarsbataljon, i alt 450 officerer og mænd, var udstationeret på øen under major James P.S. Devereux. På øen var der også 68 mand fra flåden og omkring 1.221 civile arbejdere.
Marinesoldaterne var udstyret med seks femtommers kanoner, der stammede fra et skrottet slagskib opstillet i kystbatterier. 12 tretommers M3 antiluftskytskanoner, hvor af kun en havde et fungerende sigte, 18 M2 tunge Browning maskingeværer og 30 tunge, middeltunge og lette vand- og luftkølede .30 kaliber maskingeværer af forskelligt fabrikat og tilstand.
Den 28. november 1941 ankom kommandørkaptajn Winfield S. Cunningham til Wake for at overtage ledelsen af de amerikanske styrker på øen. Han fik under to uger til at besigtige forsvarsværkerne og vurdere sine mænd inden krigen brød ud.
Den 7. december 1941, samme dag som angrebet på Pearl Harbor (Wake var på den anden side af datolinjen), angreb 36  japanske Mitsubishi G3M bombefly fra baser på Marshalløerne Wake og ødelagde 8 af de 12 F4F-3 Wildcat jagerfly fra marinekorpsets eskadrille VMF-211 på jorden. Alle marinegarnisonens forsvarsværker kom uskadt gennem angrebet, som var fokuseret på flyene. Af de 55 mand, som var tilknyttet US Marines' flystyrker blev 23 dræbt og 11 såret og 10 civile ansat ved Pan American Airways blev også dræbt.

## Første landgangsforsøg
Tidligt om morgenen den 11. december slog garnisonen med støtte fra de fire resterende Wildcats det første landgangsforsøg fra den japanske Sydhavsstyrke tilbage. Styrken omfattede de lette krydsere Yubari, Tenryū og Tatsuta, destroyerne Yayoi, Mutsuki, Kisaragi, Hayate, Oite og Asanagi, to gamle destroyere fra Momi-klassen, som var konverteret til patruljebåde, Nr. 32 og Nr. 33 samt to troppetransportskibe med omkring 450 landgangstropper.
Marinesoldaterne beskød invasionsflåden med deres seks 5 tommer (127 mm) kystartillerikanoner. Major Devereux, chefen for marinesoldaterne under Cunningham, gav kanonererne ordre til at vente med at skyde indtil fjenden kom indenfor skudvidde. Det lykkedes "Battery L" under kommando af sergent Henry Bedell på Peale øen at sænke Hayate på en afstand af 3,6 km med mindst 2 direkte træffere i dens magasiner, hvilket fik den til at eksplodere og synke på 2 minutter fuldt synligt for forsvarerne ved kysten. Yubaris overbygning blev ramt 11 gange. De fire Wildcats sænkede en destroyer mere, Kisaragi, ved at ramme den agter hvor alle dybdebomberne var oplagret. Begge de japanske destroyere gik ned med alle om bord, og Hayate blev det første japanske overfladeskib, som blev sænket under 2. verdenskrig. Den japanske styrke trak sig tilbage inden den nåede at landsætte nogle tropper. Dette var det første japanske nederlag i krigen.
Efter at det indledende angreb var afværget fortalte amerikanske nyhedsmedier, at da han blev spurgt om forstærkninger og forsyninger, svarede Cunningham spydigt: "Send os nogle flere japanere". I virkeligheden fremsendte kommandør Cunningham en lang liste med udstyr som der var hårdt brug for, herunder kanonsigter, reservedele og ildledningssystemer, til sin umiddelbare overordnede, kommandanten over 14. marinedistrikt. Det menes, at spydigheden rent faktisk var "padding", (en teknik hvormed man tilføjer en nonsenstekst til en meddelelse for at gøre den sværere at dekryptere).
Belejringen fortsatte med hyppige japanske luftangreb på garnisonen uden at amerikanerne fik nye forsyninger. Den indledende modstand fik den japanske flåde til at afsende to hangarskibe (Sōryū og Hiryū) fra den styrke, som havde angrebet Pearl Harbor, til støtte ved det næste landgangsforsøg.

### Forsøg på undsættelse fra flåden
Den planlagte amerikanske undsættelse med admiral Frank Fletcher's Task Force 11 (TF-11) og støttet af admiral Wilson Browns Task Force 14 (TF-14) bestod af et hangarskib USS Saratoga, olietankeren USNS Neches, moderskibet for vandfly USS Tangier samt krydserne Astoria, Minneapolis og San Francisco foruden 10 destroyere. Konvojen medbragte 4. marineforsvarsbataljon, VMF-221 jagereskadrillen udstyret med F2A Brewster Buffalo jagere samt 9.000 femtommer (127 mm) granater, 12.000 tretommer (76.2 mm) granater og 3.000.000 .50 cal. (12.7 mm) patroner foruden en stor mængde ammunition til morterer og andre bataljonsvåben. Task Force 14 (TF-14) med hangarskibet Lexington, tre tunge krydsere, otte destroyere og et tankskib skulle gennemføre et angreb på Marshalløerne for at aflede japanernes opmærksomhed.
Den 22. december kl. 21 valgte viceadmiral William S. Pye, den fungerende chef for den amerikanske stillehavsflåde, af frygt for tab at tilbagekalde TF-14 til Pearl Harbor efter at have fået oplysninger som tydede på at der var to japanske hangarskibe og to hurtige slagskibe i nærheden af Wake.. (Under slaget om Midway gav Pye slagskibe ordre til at patruljere fra den amerikanske vestkyst i tilfælde af et japansk angreb. Efter Wake og Midway kom han aldrig til at lede styrker i kamp igen).

## Andet angreb
Den 2. japanske invasionsstyrke ankom den 23. december og bestod stort set af de samme skibe som under det første forsøg med nogle tilføjelser plus 1.500 japanske marinesoldater. Landgangen begyndte kl. 2.35 efter et forudgående bombardement. De tidligere destroyere, patruljebådene 32 og 33 stødte på grund og blev brændt i deres forsøg på at landsætte invasionsstyrken. Efter en kamp, som varede hele natten og formiddagen, overgav garnisonen på Wake sig til japanerne mid på eftermiddagen.
Marinesoldaterne mistede 47 døde og 2 savnede under hele den 15 dage lange belejring, mens 3 fra flåden og mindst 70 civile mistede livet. De japanske tab blev rapporteret til mellem 700-900 døde og yderligere mindst 300 sårede., udover de to destroyere, som gik tabt ved den første invasin og mindst 28 landbaserede og hangarskibsfly, som enten blev skudt ned eller beskadiget. Japanerne tog alle, som fortsat var på øen, til fange. Hovedparten var civile bygningsarbejdere ansat af Morrison-Knudsen Company.
Kaptajn Henry T. Elrod, en af piloterne fra VMF-211, blev tildelt Medal of Honor posthumt for sin indsats på øen under den anden landgang, efter at have nedskudt to japanske A6M Zero jagere, og sænket den japanske destroyer Kisaragi. En særlig militær udmærkelse Wake Island Device, blev også skabt for at ære de som havde kæmpet ved forsvaret af øen.

## Japansk besættelse
Af frygt for en snarlig invasion forstærkede japanerne Wake med flere formidable befæstninger. De amerikanske fanger blev beordret til at bygge en række bunkers og befæstninger på Wake. Japanerne fremskaffede en 8 tommer skibskanon. Den amerikanske flåde etablerede en ubåds blokade i stedet for en invasion. Som følge heraf sultede den japanske garnison. Den 24. februar 1942 angreb fly fra hangarskibet USS Enterprise den japanske garnison på Wake. Amerikanske fly bombarderede med mellemrum øen fra 1942 til Japans overgivelse i 1945. Den 8. juli 1943, angreb B-24 Liberator bombefly undervejs fra Midway den japanske garnison på Wake. Den senere præsident George H. W. Bush gennemførte sin første mission som flyver over Wake. Herefter blev Wake lejlighedsvis beskudt men aldrig udsat for egentlige angreb.

### Krigsforbrydelser
Den 5. oktober 1943 beskød amerikanske flådefly fra USS Yorktown Wake. To dage senere, beordrede kontreadmiral Shigematsu Sakaibara 98 tilfangetagne civile amerikanske arbejdere henrettet af frygt for en forestående invasion. Arbejderne var blevet beholdt på øen for at udføre tvangsarbejde. De blev ført til den nordlige ende af øen, fik bind for øjnene og blev henrettet med et maskingevær. En af fangerne (hvis navn aldrig er blevet afdækket) overlevede massakren og vendte tilsyneladende tilbage til stedet for at indhugge meddelelsen 98 US PW 5-10-43 på en stor koralsten nær stedet hvor ofrene hastigt var blevet begravet i en massegrav. Den ukendte amerikaner blev fanget igen og Sakaibara halshuggede ham personligt med en katana. Inskriptionen på stenen kan stadig ses og et Wake Island landmark.
Den 4. september 1945 overgav den resterende japanske garnison sig til en gruppe marinesoldater. Overdragelsen af Wake foregik officielt ved en kort ceremoni om bord på USS Levy. Efter krigen blev Sakaibara og hans underordnede kommandørløjtnant Tachibana, dømt til døden for massakren og andre krigsforbrydelser. Adskillige japanske officerer i amerikansk fangenskab havde begået selvmord på grund af hændelsen og havde efterladt skrevne vidnesbyrd som belastede Sakaibara. Tachibanas dom blev senere omstødt til livsvarigt fængsel. De myrdede civile krigsfanger blev genbegravet efter krigen på Honolulu Memorial, Hawaii.

## William L. Taylo r
Som mange andre af krigsfangerne fra Wake blev Taylor overført til Kina for at udføre tvangsarbejde for den japanske hær. I 1945 var han på et japansk tog som del af et arbejdssjak fra Shanghai da han undslap sammen med Jack Hernandez ved at hoppe af toget mens de japanske vagter ikke så det. Hernandez brækkede benet og var tvunget til at blive, mens Taylor fortsatte flugten. Senere mødtes Taylor tøvende med kommunistkinesiske soldater, som han citerede for at have sagt: "You're OK now, we are friends with the Americans." Efter at have rejst i 10 uger med de kinesiske kommunister i Nordkina fik han kontakt med amerikanske militærstyrker, som tilkaldte et fly der bragte ham til en amerikansk base i Nordkina. Inden han forlod Kina mødte han Mao Zedong som gav ham en gave i form af kinesiske tæpper og fortalte ham, at han var den eneste krigsfange, som med held var kommet gennem Nordkina.
- Den japanske destroyer Hayate, sænket ved Wake
- Den japanske destroyer Kisaragi, sænket ved Wake
- Japansk artilleri på Wake
- Wake Island under angreb i 1943
- Den japanske garnisons formelle overgivelse på Wake - 7. september 1945. Shigematsu Sakaibara er officeren i den højre forgrund.
- Mindesmærket over amerikanske civile krigsfanger

## Eksterne kilder
- USS Wake Island CVE-65 History Arkiveret 2. januar 2013 hos  Wayback Machine
- Wake Island USMC POW died 1944 Arkiveret 30. juni 2007 hos  Wayback Machine
- Wake Island Civilian POW accounts Arkiveret 28. oktober 2009 hos  Wayback Machine
- Wake Island Civillan POW Account
- The Defense of Wake
- A Magnificent Fight: Marines in the Battle for Wake Island
- Wake Island Civilian Survivors Association Arkiveret 19. august 2006 hos  Wayback Machine
- Spennemann, Dirk H.R. (2000-2005). "To Hell and Back: Wake During and After World War II". Digital Micronesia. Charles Sturt University. Hentet 23. januar 2007.